# Трост, Алессия
Алессия Трост (итал. Alessia Trost, 8 марта 1993 года, Порденоне, Италия) — итальянская прыгунья в высоту, участница летних Олимпийских игр 2016, бронзовый призёр чемпионата мира в помещении 2018 года, серебряный призёр чемпионата Европы в помещении 2015 года. Трёхкратная чемпионка Италии (2013, 2014, 2016). Четырёхкратная чемпионка Италии в помещении (2013, 2015, 2016, 2018).

## Карьера
Алессия начала заниматься прыжками в высоту в 9 лет. В 2009 году она дебютировала на международных соревнованиях на чемпионате мира среди юношей в Брессаноне, где одержала победу с результатом 1,87 м. Затем побеждала на чемпионате мира среди юниоров в 2012 году и дважды на чемпионате Европы среди молодёжи — в 2013 и 2015 годах. В 2016 году на своей дебютной Олимпиаде заняла 5 место.

## Основные результаты
| Год  | Соревнования                                | Место проведения          | Место  | Результат |
| ---- | ------------------------------------------- | ------------------------- | ------ | --------- |
| 2009 | Чемпионат мира среди юношей                 | Брессаноне, Италия        | 1      | 1,87 м    |
| 2009 | Европейский юношеский Олимпийский фестиваль | Тампере, Финляндия        | 1      | 1,85 м    |
| 2010 | Летние юношеские Олимпийские игры           | Сингапур                  | 2      | 1,86 м    |
| 2011 | Чемпионат Европы среди юниоров              | Таллин, Эстония           | 4      | 1,85 м    |
| 2012 | Чемпионат мира среди юниоров                | Барселона, Испания        | 1      | 1,91 м    |
| 2013 | Чемпионат Европы в помещении                | Гётеборг, Швеция          | 4      | 1,92 м    |
| 2013 | Чемпионат Европы среди молодёжи             | Тампере, Финляндия        | 1      | 1,98 м    |
| 2013 | Чемпионат мира                              | Москва, Россия            | 7      | 1,93 м    |
| 2014 | Чемпионат Европы                            | Цюрих, Швейцария          | 9      | 1,90 м    |
| 2015 | Чемпионат Европы в помещении                | Прага, Чехия              | 2      | 1,97 м    |
| 2015 | Чемпионат Европы среди молодёжи             | Таллин, Эстония           | 1      | 1,90 м    |
| 2016 | Чемпионат мира в помещении                  | Портленд, США             | 7      | 1,93 м    |
| 2016 | Чемпионат Европы                            | Амстердам, Нидерланды     | 6      | 1,89 м    |
| 2016 | Летние Олимпийские игры                     | Рио-де-Жанейро, Бразилия  | 5      | 1,93 м    |
| 2017 | Командный чемпионат Европы                  | Лилль, Франция            | 3      | 1,94 м    |
| 2017 | Чемпионат мира                              | Лондон, Великобритания    | 19 (q) | 1,89 м    |
| 2018 | Чемпионат мира в помещении                  | Бирмингем, Великобритания | 3      | 1,93 м    |
| 2018 | Чемпионат Европы                            | Берлин, Германия          | 8      | 1,91 м    |
| 2019 | Чемпионат Европы в помещении                | Глазго, Великобритания    | 18 (q) | 1,85 м    |
| 2019 | Чемпионат мира                              | Доха, Катар               | 14 (q) | 1,92 м    |